# Матьє Блан
Матьє Блан (фр. Mathieu Blin; 20 травня 1977, Париж) — французький регбіст, гравець клубу Стад Франсе. Зазвичай грає на позиції гака.
В 2003 році Стад Франсе переміг Тулузу, а в 2004 клуб Перпіньян. Клуб вийшов також у фінал в 2005 році, але переможцями стали Біарріц. Матьэ забив два голи і Стад Франсе перемогли над командою Ньюкасл з рахунком 48:8 в чвертьфіналі Кубку Хайнекен 2004—20005. Стад Франсе постарався перемогти клуб Біарріц в півфіналі, перед тим, як команда зустрілась з командою Тулузи в Мюррейфілд і програла. Під час півфінального матчу Топ 14 (сезон 2005—2006), клуб Стад Франсе програв з рахунком 9:12 на користь команди Тулузи.